# Maria Aurora (município)
Maria Aurora é um município de  segunda classe de renda municipal (d) na província Aurora, nas Filipinas. De acordo com o censo de 1 de maio  de  2020 possui uma população de 44 958 pessoas e 11 016 domicílios.